# Munkedals IF
Munkedals IF är en svensk idrottsförening från Munkedal. Klubben bildades 1908, och har 2016 ett A-herrlag i fotboll i division 4. Bland annat Dick Last och Magnus Kihlstedt har spelat här. I Munkedals kommun finns det tre stycken fotbollsklubbar, Munkedals IF, Svarteborgs FK och Hedekas IF. Munkedal är inte bara kommunens största klubb då de har flest medlemmar och flest ungdomslag. Det är även en av Bohusläns största idrottsföreningar. År 2011 spelades den största matchen på Munkedals IP på flera år (Munkedals IF - Svarteborgs FK div 5 Bohuslän), matchen slutade 4-0 till Munkedals IF inför över 500 åskådare. 2015 vann herrarna div 5 och spelar därmed i div 4 Bohuslän/Dal från och med säsongen 2016. Damerna har i flera år haft div 2 som serie men från och med 2016 spelar man i div 3.